# Huki
Huki (ukr. Гуки) – dawna wieś na Ukrainie, w obwodzie lwowskim, w rejonie jaworowskim. Obecnie wschodnia część Kochanówki.
Założone w 1424 roku. W II Rzeczypospolitej do 1934 samodzielna gmina jednostkowa. Następnie miejscowość należała do zbiorowej wiejskiej gminy Nahaczów w powiecie jaworowskim w woj. lwowskim. Huki utworzyły gromadę, w skład której weszły tylko miejscowości Huki i Kuty.
Po wojnie weszły w struktury administracyjne Związku Radzieckiego, gdzie zostały włączone do Kochanówki.